# 古德曼 (姓氏)
古德曼（英語：Goodman）可以指：
- 班尼·古德曼（英語：Benjamin David "Benny" Goodman，1909年－1986年）, 美国单簧管演奏家。
- 纳尔逊·古德曼 (英语：Henry Nelson Goodman，1906年8月7日－1998年11月25日）, 美国哲学家。
- 索爾·古德曼（英語：Saul Goodman，1907年－1996年）, 美国打击乐手。
- 約翰·古德曼（英語：John Stephen Goodman，1952年6月20日－）, 美国演员。
- 科里·古德曼（英語：Corey Scott Goodman，1951年6月29日－）, 美国科学家和企业家。
- 莫莉·古德曼（英語：Molly Goodman，1993年－）, 澳大利亚女子赛艇运动员。
- 韦斯·古德曼（英語：Wes Goodman，1984年－）, 美国政治家。
- 理查德·布莱斯·古德曼（英語：Richard Bryce Goodman）, 美国音频工程师。
- 艾米·古德曼（英語：Amy Goodman，1957年－）, 美国广播记者、调查记者和专栏作家。
- 安德鲁·古德曼（英語：Andrew Goodman （1943年－1964年）, 美国民权活动家。

|  | 本页或本分段罗列了姓氏为「古德曼 (姓氏)」的人物。 如果是一个指代特定个人的内链将您引导到本页，請考慮修正該人物的名字以將链接指向正確的條目。 |